# کلوستر-لیدلوم
کلوستر-لیدلوم (به هلندی: Klooster-Lidlum) یک منطقهٔ مسکونی در هلند است که در فرانکرادیل واقع شده‌است. کلوستر-لیدلوم ۳۸ نفر جمعیت دارد.